# Zofia Byrowa
Zofia Byrowa, właśc. Byra, z domu Wojtasiewicz (ur. 1899, zm. 3 lutego 1981 w Londynie) – polska nauczycielka, działaczka emigracyjna.

## Życiorys
Urodziła się w 1899 w rodzinie Wojtasiewicz. Ukończyła studia na Wydziale Filozoficznym Uniwersytetu Jana Kazimierza we Lwowie z tytułem magistra filozofii.
Pracowała w Państwowym Gimnazjum im. Króla Jana Sobieskiego w Złoczowie, w roku szkolnym 1922/1923 była nauczycielką kontraktową (jako Zofia Wojtasiewiczówna), od 1 maja 1923 do sierpnia 1927 nauczycielką etatową (jako Zofia Byrowa), od września 1927 ponownie nauczycielką kontraktową do końca roku szkolnego 1927/1928; ucząc tamże języka polskiego, historii, geografii.
Około 1922/1923 jej mężem był Jan Byra (1892–1940, oficer rezerwy Wojska Polskiego, także absolwent Uniwersytetu Lwowskiego, który również był nauczycielem w złoczowskim gimnazjum, wykładając tam języki polski i niemiecki (później został dyrektorem tej szkoły), po wybuchu II wojny światowej, kampanii wrześniowej i agresji ZSRR na Polskę aresztowany i zamordowany w Charkowie w ramach zbrodni katyńskiej. W tym czasie Zofia Byrowa została deportowana przez sowietów w głąb ZSRR. Po odzyskaniu wolności była dyrektorem gimnazjum i liceum w Kidugala, gdzie uczyła także języka łacińskiego (Tanzania, Afryka).
W okresie powojennym przebywała na emigracji. Udzielała się na rzecz szkolnictwa. Działała w Związku Ziem Wschodnich, Zrzeszenia Nauczycielstwa Polskiego, należała do Koła Lwowian w Londynie. W 1956 zdobyła trzecią nagrodę tygodnika „Wiadomości” pt. 1000 lat istnienia historii Polski w obrazach. Z ramienia Związku Ziem Wschodnich zasiadała w emigracyjnej Radzie Rzeczypospolitej Polskiej]: II kadencji (od 25 listopada 1958 do 1963), III kadencji (1963–1968), IV kadencji (1968–1970). Od 1971 do 1972 zasiadała w Radzie Stanu Rzeczypospolitej Polskiej.
Zmarła 3 lutego 1981 w Londynie. Córka Jana i Zofii Byrów, Krystyna Burska, zamieszkała w Toronto w Kanadzie.

## Odznaczenie
- Krzyż Oficerski Orderu Odrodzenia Polski (3 maja 1975)[17]